# Michael Buffer
Michael Buffer (Philadelphia, Pennsylvania, 1944. november 2. –) a leghíresebb, legkeresettebb sportbemondó profi ökölvívó- és pankrátormérkőzéseken. Szmokingjával és híres mondatával, a „Let's get ready to rumble”-lal a 180 cm magas philadelphiai a világ egyik legelismertebb arca lett a sport-szórakoztatóiparban, köszönhetően a 25 évi sportbemondói karrierjének (a legnagyobb bokszmeccseken láthatjuk). Sajátos bemondói stílust hozott létre, melyben egyes betűket hosszan és más effekteket adva mondja az ökölvívó nevét. A „Let's get ready to rumble” jelmondat az Amerikai Egyesült Államokban védjegyoltalom alatt áll.

## Életrajza

### Fiatal kora
Buffer Philadelphiában, Pennsylvaniában született egy tengerészgyalogos és felesége gyermekeként a második világháború alatt. Mikor 11 hónapos korában szülei elváltak, Buffer mostohaszülőkhöz került, ők nevelték föl (egy buszsofőr és egy háziasszony). Buffer Roslyn külvárosában, Pennsylvaniában, Philadelphia mellett nőtt föl. 20 éves korában, a vietnámi háború idején besorozták az Egyesült Államok Hadseregébe (United States Army), ahol 23 éves koráig szolgált, 1966-ban szerelt le. Különféle munkái voltak, többek között autóértékesítő, modellkedésbe kezdett 32 éves korában, de az igazi sikert a 38 évesen elinduló bokszbemondói karrierje hozta.

### Karrierje

#### Ökölvívás
1982-ben Buffer elkezdte ringmesteri karrierjét. 1983-tól ő volt a bemondó a Bob Arum által promotált ESPN meccseken, melyek nemzetközi ismeretséget adtak neki abban az időben, mikor a bemondók kizárólag helyi hírességek voltak. 1984-től Buffer sajátos konferálási stíluson dolgozott, kitalálta, majd minden eseményen használta a "Let's get ready to rumble!"-t, ez óriási sikert hozott számára. Az 1980-as években elkezdte a jelmondat levédésének procedúráját, melyet 1992-ben kapott meg. Az 1980-as évek második felétől Buffer egy exkluzív bemondójává vált az összes Donald Trump kaszinójában rendezett küzdelemnek. Trump a következőt mondta Bufferről: "Nagyszerű, kiváló, egyedi tehetsége van… Azt mondtam az embereimnek: Meg kell szereznünk!". Buffer munkáját a legnagyobb bokszolók is elismerték. Sugar Ray Leonard ezt mondta: "Mikor (Buffer) bemutat egy bokszolót, hangjával küzdelemre buzdítja."
Hírneve újra egyesítette a régen széthullott családot. 1989-ben felvette a kapcsolatot édesapjával, miután az látta őt a TV-ben. Apja bemutatta féltestvéreinek. Az 1990-es évek közepén Buffer az ügynökének/menedzserének fogadta egyik féltestvérét, Bruce Buffert. Ez a kapcsolat virágzó üzleti kapcsolattá nőtte ki magát, hogy növelhessék a védjegy eladhatóságát.
Buffer jelenleg az összes HBO és RTL (német) bokszmeccs bemondója, emellett a Top Rank által promotált Versus meccseké is. Korábban a WCW és a UFC főbb rendezvényeinek bemondója volt.

#### Pankráció
2001-ig, míg a World Championship Wrestling (WCW) szervezet létezett, Buffer a WCW exkluzív bemondója volt a Hulk Hogan és más nagy pankrátorok mérkőzésein. A szerződés a WCW-val különleges volt, mert megtiltotta Buffernek, hogy más pankrációs rendezvényeken szerepeljen, ezzel kényszerítve arra, hogy ne dolgozzon a UFC-nek. Azonban, mikor a WCW megszűnt, a Time Warnernek nem volt több kapcsolata a profi pankrációval, ezért Buffer dolgozhatott más pankrációs promócióknak.
2007. augusztus 18-án, több mint hatéves kihagyás után Buffer visszatért a profi pankrációhoz, a Madison Square Gardenben, a WWE Saturday Night's Main Event-ön láthattuk, egy bokszmeccsen a profi bokszoló, Evander Holyfield (Montel Vontavious Porter helyett játszott) és a profi pankrátor, Matt Hardy között.
Buffer feltűnt a Royal Rumble 2008 reklámban, melyben a "Let's get ready to rumble!"-t kezdi mondani, addig, míg Shawn Michaels fel nem rúgja.

#### Más fellépései
Buffert a ringen kívül láthatjuk, hallhatjuk a World Series-en (baseball), a Stanley-kupa döntőjén (jégkorong, NHL), az NBA-n (kosárlabda) és az NFL (amerikaifutball) playoff-jában. Megjelent már különféle talk showkban, többek között Jay Leno-éban, David Letterman-ében, Arsenio Hall-éban, Conan O’Brien-éban és Jimmy Kimmel-ében. Feltűnt már a Saturday Night Live-ban, a Living Colorban és a Mad TV-ben, de rajzfilmekben is „szerepelt”: A Simpson család, South Park és Celebrity Deathmatch. Jelenleg Buffer a Versus csatorna retro ökölvívó showjának, a Legends of the Ringnek a házigazdája.

#### A védjegy
Buffer a „Let’s get ready to rumble”-t az 1980-as évek elején kezdte használni. 1992-től szerzői jog védte a jelmondatot. Buffer a „Let’s get ready to rumble”-t különféle helyeken engedélyezi használni, beleértve a Tommy Boy Records Jock Jams platinalemezét, a Sony PlayStation 2-es videojátékok, a Ready 2 Rumble Boxing és a Ready 2 Rumble Boxing: Round 2-t, Nintendo 64et, Sega Dreamcastet, Game Boy Advance-t, Greatest Heavyweights of the Ringt és számos más terméket. Összességében a jelmondatot használja reklámokban, beleértve a reklámot a Mega Millions számára, melyben a következőt mondja: „Let’s get ready to Win Big!” és a Kraft Cheese-ét, melyben „Let’s get ready to Crumble!”-ra módosítja a híres mondatát.

### Magánélete
Buffer először 21 éves korában házasodott (ez a házassága 7 évig tartott), két gyermeke született, Matthew és Michael. Több, mint 25 évvel később nősült újra, 1999-ben, de ez sem tartott sokáig, 2003-ban felesége elvált tőle. 2007. szeptember 13-án a Tonight Showban lépett fel, itt kérte meg barátnője, Christine kezét. Buffer Dél-Kaliforniában lakik. Féltestvére, Bruce is bemondó a "The Ultimate Fighting Championship (UFC)"-ben. Michael és Bruce is unokája az egykori bokszoló Johnny Buffnak.

## Filmjei
- 2012 (2009) - saját maga/bemondó
- Ne szórakozz Zohannal! (2008) - Walbridge
- Rocky Balboa (2006) – saját maga/bemondó
- Sarokba szorítva (2004) – bemondó
- Kis nagy színész (2003) – saját maga
- Kritikus tömeg (2003) – saját maga/sportkommentátor
- Kémkölykök 3-D (2003) – bemondó
- Több, mint híres (2003) – saját maga
- Ha szorít a szorító (2000) – saját maga
- Ilyen a boksz (1999) – saját maga
- A tökéletes gyilkos (1995) - bemondó
- Nehézsúlyú a ringben (1993) – bemondó
- Rocky V (1990) – bemondó
- Harlemi éjszakák (1989) – bemondó
- A hallgatag bunyós (1988) – bemondó

## Külső hivatkozások
- LetsRumble - Hivatalos Michael Buffer Website
- Michael Buffer az Internet Movie Database oldalon (angolul)